# Harry Potter: Hogwarts Mystery
Harry Potter: Hogwarts Mystery es un videojuego de rol desarrollado y publicado por Jam key bajo la licencia de Portcity Games. El juego está inspirado en el Mundo Mágico. Este juego fue liberado el 25 de abril de 2018 para dispositivos de Android y iOS. El juego está ambientado en Hogwarts antes de los acontecimientos de las novelas de Harry Potter, presentando un protagonista personalizado para cada jugador. El juego recibió revisiones mixtas de los críticos; ha sido alabado por su uso de la licencia de Harry Potter, pero ampliamente criticado para su altamente agresiva frecuencia de microtransacciones.

## Características del juego
Harry Potter: Hogwarts Mystery es un videojuego de rol ambientado en el universo de Harry Potter establecido por J. K. Rowling y su serie de novelas. El juego está puesto entre el nacimiento de Harry Potter y su ingreso a Hogwarts a sus 11 años. Los jugadores pueden crear y personalizar su propio avatar personal, quién es un estudiante que estudia en el Colegio Hogwarts de Magia y Hechicería, una escuela británica de magia. Pueden atender clases mágicas, aprender período, rivales de batalla, y embarcar en búsquedas. A través del sistema de conteo del juego, las elecciones de los jugadores afectan la narrativa del juego, aun así a veces estas elecciones están cerradas si la estadística del jugador no cumplen con el nivel específico para cada acción dependiendo del tipo (el máximo es 24).. Los jugadores pueden interactuar con personajes notables de la serie, como Albus Dumbledore, Rubeus Hagrid, Severus Snape, y Minerva McGonagall, ocasionalmente se presenta la oportunidad de conocer a otros reconocidos personajes como es el caso de Draco Malfoy o Remus Lupin. 
El juego presenta un sistema con tareas y misiones a cumplir, y  que para actuar necesitan "energía". Se pueden mover los jugadores en la pantalla de tal manera que el carácter interactua entre sitios, y cada cierto tiempo se consigue la experiencia suficiente para subir de nivel, lo que revela nuevo outfits y otros desbloqueables. El jugador también obtiene niveles diferentes de valor, empatía, y conocimiento por hacer elecciones en juego. Conforme el nivel de un atributo específico es más alto, deja al jugador escoger algunas opciones de diálogo diferente en juego e interacciones de cambio con otro alumnado y personal, además de la posibilidadde cambiar el destino de la historia y la relacióncon ciertos personajes dependiendode la elección. Los jugadores también pueden crear amistades con no-caracteres de jugador por comer con ellos en la Sala Grande, bebiendo Cerveza de Mantequilla con ellos en el Bar Las Tres Escobas, o jugando Gobstones con ellos en el patio al popular minijuego de "gobstones". El jugador está introducido a estas actividades en niveles seguros.
A lo largo de todo el año escolar es posible ir ganando puntos de las casas e igualmente se puede ser responsablede perderlos, o en su defect, de perder la oportunidadde ganarlos. Al final de cada año, la casa con la cantidad más alta de puntos de casa consigue la Copa de las casas . Adicionalmente (y en pocas pero cruciales ocasiones) se pueden conseguir puntos de casa por ir a clase y progresar a través de la historia principal. Los profesores pueden quitar puntos de casa si el rendimiento del jugador es insatisfactorio(pero todas las deducciones de puntos son planeadas en avance y no se puede hacer nada contra ello si el jugador quiere progresar la historia)

## Quidditch
Una nueva característica de Quidditch estuvo añadida al juego en septiembre de 2019. Quidditch era una de las cosas que los fanáticosmás solicitaban que se presentaran en el juego. El jugador tiene que arrastrar círculos en sitios correctos para ganar el partido o como mínimo terminar una actividad (entrenamiento, pasar,anotar). Han liberado varias estaciones de Quidditch : Estación - 1 Características el carácter que juega la función de Cazador,  Estación - 2 como Golpeador. Estación 3 como Guardián y por último en la 4 podremos ser un Buscador, encargado de buscar la famosa Snitch. Por jugar Quidditch,  conseguimos varios puntos de la Copa de las Casas y logramos crear relación con grandes personajes y de gran relevancia como Madame Hooch y nos da la posibilidad de hacer amistad con varios personajes nuevos como Skye Parkin,Orion y Murphy.

## Desarrollo y liberación
Harry Potter: Hogwarts Mystery estuvo desarrollado y publicado por Mermelada de compañía de videojuego móvil basada en Los Ángeles Ciudad. El juego estuvo autorizado a Portkey Games, una etiqueta editorial establecida por Warner Bros. Diversión interactiva para crear los juegos basaron encima Harry Potter. Hogwarts El misterio era Portkey  juego de debut. Los actores de las series de película de Potter de Harry hacen la voz lanzada para el personal de Hogwarts en el juego, incluyendo Michael Gambon, Maggie Smith, Gemma Jones, Sally Mortemore, Warwick Davis, y Zoë Wanamaker, quién toda voz sus caracteres respectivos de las películas.
El juego fue anunciado el 18 de enero de 2018. El juego fue liberado para dispositivos móviles de Android y iOS, y fue más tarde liberado el 25 de abril de 2018. La liberación del juego presentó muchos componentes encontrados en juegos freemium, como microtransacciones.

## Recepción
Según Metacritic, Harry Potter: Hogwarts Mystery recibió revisiones "generalmente desfavorables". Marc Hewitt de Gamezebo alabó el concepto de un juego móvil de Harry Potter. Christine Chan de Consejo de Aplicación comentó que Hogwarts Mystery es una "representación buena " del conjunto mundial fuera en Harry Potter y commended el juego para dejar su "vivo fuera [su] Hogwarts sueños."
Aun así, el uso de "energía" y las frecuentes notificaciones para pagar dinero real para microtransacciones en el juego fue ampliamente criticado. GameZebo llamó el juego "lento". Christine Chan de Consejo de Aplicación dijo que los temporizadores y el sistema de energía "dejaron un gusto ácido en [su] boca". Emily Sowden de Pocket Gamer dijo que el juego "enloquece" y describió la experiencia como si estuviera "detrás de un paywall."
Kotaku también comentó en el uso del juego de esta mecánica. Kokaku incluso entrevistó un usuario que tomó arriba escribiendo un fanfiction de Harry Potter porque  "me pateó fuera muy frecuentemente". David Jagnaeux de IGN África lo llamó "terrible," describiendo las microtransacciones como "gratuitas" y declarando que activamente le "impidieron de disfrutar el juego". El Guardián llamó a Harry Potter: Hogwarts Mistery "un juego aburrido con un gran concepto, casi injugable debido a su monetización hiper agresiva."
Al juego le fue otorgado el Premio de Mejor Videojuego para móviles de Ciencia Ficción o Fantasía durante los 2018 Dragon Awards. El juego estuvo nominado para Mejor Juego durante el Premios de Juegos de Google de 2019, pero perdió. En agosto de 2018, el juego ha ganado $US$55 million.
El juego tiene una gran problema de hackers, porque la mayoría de jugadores no tienen bastante energía para completar el juego en un tiempo menos de un año, pero las versiones del juego modificadas te dan la opción de recibir casi infinita energía y el juego transforma de lleno de microtransacciones a un juego que se centra en la historia.